# Dambae
Dambae es uno de los 16 distritos que forman la provincia camboyana de Tboung Khmum, con una población estimada en marzo de 2008 de 80 490 habitantes. Está dividido en las siguientes  comunas (khum), que se muestran asimismo con población estimada de 2008:
- Chong Cheach 14,069
- Dambae 8,497
- Kouk Srok 10,280
- Neang Teut 3,737
- Seda 16,999
- Trapeang Pring 13,821
- Tuek Chrov 13,087[1]